# Consumer Benefit
Als Consumer Benefit (engl.: Verbrauchervorteil) wird im Marketing der Teil eines Werbekonzeptes bezeichnet, der dem Kunden den Nutzen des Produktes erläutert.
Der Consumer Benefit geht bewusst auf die Bedürfnisse der Zielgruppe ein und hebt das beworbene Produkt durch den beschriebenen Nutzen von anderen Produkten der Wettbewerber ab. Dabei wird zwischen Grundnutzen und Zusatznutzen des Produkts unterschieden, bei gleichartigen Konkurrenzprodukten wird ein Schwerpunkt auf den Zusatznutzen gelegt.
Zusatznutzen lassen sich im Groben unterteilen in:
- Leistungsnutzen (rational), der die Leistungsfähigkeit des Produktes hervorhebt
- Kennernutzen (egoistisch), der Wissen über die Überlegenheit des Produktes vermittelt
- Trendnutzen (sozial), der eine von der Zielgruppe gewünschte Zugehörigkeit zu einem bestimmten Personenkreis demonstriert
- Geltungsnutzen (sensorisch), der die Profilierungs- und Prestigebedürfnisse der Zielgruppe anspricht